# دفید ویلیامز
دفید ویلیامز (به انگلیسی: Dafydd Williams) فضانورد اهل کشور کانادا است که در ۱۶ مهٔ ۱۹۵۴ میلادی در ساسکاتون زاده شد. وی در مأموریت اس‌تی‌اس-۹۰، اس‌تی‌اس-۱۱۸ حضور داشته است.